# Házasság olasz módra
A Házasság olasz módra (Matrimonio all'italiana) egy 1964-es olasz romantikus filmdráma Vittorio De Sica rendezésében. A produkció elnyerte a legjobb idegen nyelvű filmnek járó Golden Globe-díjat, és öt David di Donatello-díjat kasszírozott be. A forgatókönyvet az olasz Eduardo De Filippo drámája alapján készítették. A műből készült korábban Argentínában is egy feldolgozás Filumena Marturano címmel.

## Cselekmény
|  | Alább a cselekmény részletei következnek! |

Domenico Soriano (Marcello Mastroianni) gazdag nápolyi üzletember, jelenleg a Soriano cukrászda tulajdonosa és nem mellesleg gátlástalan szoknyavadász. Már több mint húsz éve viszonya van a korábban prostituáltként dolgozó Filumenával (Sophia Loren), akit a második világháború alatt ismert meg egy bordélyban a bombázás alatt. A nőt először egy lakásba költöztette, majd édesanyja házába, hogy ügyeljen a háztartásra.
Filumena úgy hiszi, szeretik egymást, Domenico mégis távol marad hosszabb időközökre, majd közömbösen tér vissza, és újabb üzletelésnek lát. Egymást elengedni azonban nem képesek. Filumena távolodó kísérletei hatnak a férfira, és Domenico mindig visszarántja magához. A nő azonban egyre többet csalódik Domenicóban, nemhogy feleségül nem akarja venni – Filumena előélete miatt –, többször áldozatul esik a férfi haszonleső életmódjának. Az idő elrepül, Filumena pedig a negyvenes éveire teljesen megkeményíti a szívét. Mikor hírét hallja, hogy Domenico bekötni készül a fejét, természetesen a minél több hasznot hozó házasságával, Filumena halálos betegséget mímel, és nem orvost, hanem papot hívat.
Domenico bedől a cselnek, a pap pedig nem meggyóntatja őket, hanem összeadja. A férfi dühében jogászhoz fordul, és érvényteleníti a szertartást, mivel félrevezetés volt, és hamis alapokon nyugodott. Filumena zaklatottan tudomásul veszi, hogy nem tudja magához kötni Domenicót, és közli a férfival, hogy a házassággal csakis a három fiának akart adni nevet és biztos jövőt. Tervében áll végre felfedni magát három fia előtt, akiket gyermekkoruk óta nem látott. Domenicót ez nem hatja meg, számára Filumena még mindig csak prostituált. Ám Filumena elárulja a férfinak, hogy az egyik fiú tőle van, ezzel álmatlan éjszakákat okozva neki.
Domenico, legyen akármennyire dörzsölt, egy örökös gondolata lázba hozza, hiszen gyereke sosem volt. Őrült kutatásba kezd, megpróbálja kiszámolni, mikor volt együtt Filumenával, azonban kettejük kapcsolata már olyan régóta tart, hogy lehetetlen már nyomon követni. Felkeresi hát a három fiút, Umbertót, Michele-t és Riccardót, és keresi rajtuk a hasonlóságokat. Rájön azonban, hogy egyedül Filumena segíthet az igazság kiderítésében, a nő azonban hidegen elutasítja és csökönyösen hallgat róla, mire Domenico nekiesik a nőnek, és birkózni kezdenek a pusztában. A nagy verekedésből végül csókolózás lesz, Domenico pedig elfogadja, hogy nem tudja, melyik a három közül a saját fia. Elveszi feleségül Filumenát, és mind a három fiút sajátjaként ismeri el.   
|  | Itt a vége a cselekmény részletezésének! |

## Szereplők
| Szerep             | Színész              | 1. szinkron    | 2. szinkron   |
| ------------------ | -------------------- | -------------- | ------------- |
| Filumena Marturano | Sophia Loren         | Bánsági Ildikó | Détár Enikő   |
| Domenico Soriano   | Marcello Mastroianni | Tordy Géza     | Kőszegi Ákos  |
| Alfredo            | Aldo Puglisi         | Sablon:N.a     | N/A           |
| Rosalia            | Tecla Scarano        | Sablon:N.a     | Pásztor Erzsi |
| Diana              | Marilù Tolo          | Sablon:N.a     | N/A           |
| Umberto            | Gianni Ridolfi       | Sablon:N.a     | N/A           |
| Michele            | Generoso Cortini     | Sablon:N.a     | N/A           |
| Riccardo           | Vito Moricone        | Sablon:N.a     | N/A           |

további magyar hangok: Czigány Judit, Fazekas István, Józsa Imre, Képessy József, Szokol Péter, Velenczey István, Versényi László

## Háttértörténet
A New York Times cikkében elismerően nyilatkozott Sophia Loren és Mastroianni párosáról, és dicsérte a szereplőgárda többi tagját is, mint Aldo Puglisit és Tecla Scaranót. Alapvetően a produkciót egy remek példánynak találta az olasz kultúrából.
A filmet Eduardo De Filippo 1946-os Filumena Marturano című drámájából adaptálták. De Filippo nemcsak író volt, de színészkedett is. A producer, Carlo Ponti, már dolgozott korábban De Filippóval a Nápoly aranya című filmen, s régóta együttműködött Vittorio De Sicával és Sophia Lorennel. Ponti, De Sica és Loren első nagy sikerét az Egy asszony meg a lánya című filmmel érték el, ami Lorennek Oscar-díjat hozott, s az első olyan film volt, aminek főszereplői nem angol nyelven beszéltek. A Házasság olasz módra című filmmel Lorent már másodjára jelölték Oscar-díjra szintén nem eredeti angol szerepért.
Mastroianni és Loren több filmben is együtt játszottak még, de a legnépszerűbbek a nagy sikert megért Tegnap, ma, holnap, a Házasság olasz módra és a Napraforgó maradtak.

## Díjak és jelölések
| Év   | Díj                                | Kategória                                                                                         | Eredmény |
| ---- | ---------------------------------- | ------------------------------------------------------------------------------------------------- | -------- |
| 1965 | David di Donatello-díj             | Legjobb film                                                                                      | Elnyerte |
| 1965 | David di Donatello-díj             | Legjobb rendező                                                                                   | Elnyerte |
| 1965 | David di Donatello-díj             | Legjobb színész                                                                                   | Elnyerte |
| 1965 | David di Donatello-díj             | Legjobb színésznő                                                                                 | Elnyerte |
| 1965 | Golden Globe-díj                   | Legjobb idegen nyelvű film – megosztva a Shallah Shabati és a Girl with Green Eyes című filmekkel | Elnyerte |
| 1965 | Golden Globe-díj                   | Legjobb férfi főszereplő                                                                          | Jelölve  |
| 1965 | Golden Globe-díj                   | Legjobb női főszereplő                                                                            | Jelölve  |
| 1965 | Laurel-díj                         | Legjobb színésznő vígjátékban                                                                     | Jelölve  |
| 1965 | Moszkvai Nemzetközi Filmfesztivál  | Legjobb színésznő                                                                                 | Elnyerte |
| 1965 | Moszkvai Nemzetközi Filmfesztivál  | Nagydíj                                                                                           | Jelölve  |
| 1965 | Olasz Újságírók Nemzeti Szövetsége | Ezüst Szalag a legjobb producernek                                                                | Jelölve  |
| 1965 | Olasz Újságírók Nemzeti Szövetsége | Ezüst Szalag a legjobb operatőrnek                                                                | Jelölve  |
| 1965 | Olasz Újságírók Nemzeti Szövetsége | Ezüst Szalag a legjobb férfi főszereplőnek                                                        | Jelölve  |
| 1965 | Olasz Újságírók Nemzeti Szövetsége | Ezüst Szalag a legjobb női főszereplőnek                                                          | Jelölve  |
| 1965 | Olasz Újságírók Nemzeti Szövetsége | Ezüst Szalag a legjobb női mellékszereplőnek (Tecla Scarano)                                      | Elnyerte |
| 1965 | Oscar-díj                          | Legjobb női főszereplő                                                                            | Jelölve  |
| 1966 | Oscar-díj                          | Legjobb idegen nyelvű film                                                                        | Jelölve  |